# 鞭银斑蛛
鞭银斑蛛（学名：Argyrodes flagellum）为球蛛科银斑蛛属的动物。在中国大陆，分布于苏州等地。